# Coppa dei Caraibi 1993
La Coppa dei Caraibi 1993 (Shell Caribbean Cup 1993) fu l'undicesima edizione della Coppa dei Caraibi (la quinta con la nuova denominazione), competizione calcistica per nazione organizzata dalla CFU. La competizione si svolse in Giamaica dal 21 maggio al 30 maggio 1993 e vide la partecipazione di otto squadre: Giamaica, Martinica, Porto Rico, Saint Kitts e Nevis, Saint Lucia, Saint Vincent e Grenadine, Sint Maarten e Trinidad e Tobago. Il torneo valse anche come qualificazione per la CONCACAF Gold Cup 1993.
La CFU organizzò questa competizione come CFU Championship dal 1978 al 1988; dal 1989 al 1990 sotto il nome di Caribbean Championship; dall'edizione del 1991 a quella del 1998 cambiò nome e divenne Shell Caribbean Cup; le edizioni del 1999 e del 2001 si chiamarono Caribbean Nations Cup; mentre dal 2005 al 2014 la competizione si chiamò Digicel Caribbean Cup; nell'edizione del 2017 il suo nome è stato Scotibank Caribbean Cup.

## Formula
- Qualificazioni

Giamaica (come paese ospitante) e Trinidad e Tobago (come campione in carica) sono qualificate automaticamente alla fase finale. Rimangono 20 squadre, divise in sei gruppi di qualificazioni (due gruppi da quattro squadre, quattro gruppi da tre squadre). Giocano partite di sola andata, le prime classificate si qualificano alla fase finale.
- Fase finale

Fase a gruppi - 8 squadre, divise in due gruppi da quattro squadre. Giocano partite di sola andata, le prime due classificate si qualificano alle seminfinali.
Fase a eliminazione diretta - 4 squadre, giocano partite di sola andata. La vincente si laurea campione CFU. Le prime due classificate si qualificano alla fase finale della CONCACAF Gold Cup 1993.

## Squadre partecipanti
| Pr. | Squadra                   | Data di qualificazione certa | Partecipante in quanto                                           | Partecipazioni precedenti al torneo                      | Ultima presenza        |
| --- | ------------------------- | ---------------------------- | ---------------------------------------------------------------- | -------------------------------------------------------- | ---------------------- |
| 1   | Giamaica                  | -                            | Rappresentativa della nazione organizzatrice della fase finale   | 3 (1990, 1991, 1992)                                     | Trinidad e Tobago 1992 |
| 2   | Trinidad e Tobago         | 26 giugno 1992               | Rappresentativa della nazione detentrice del titolo              | 9 (1978, 1979, 1981, 1983, 1988, 1989, 1990, 1991, 1992) | Trinidad e Tobago 1992 |
| 3   | Porto Rico                | 14 marzo 1993                | 1ª classificata nel gruppo 2 della fase finale di qualificazione | 1 (1981)                                                 | Porto Rico 1981        |
| 4   | Martinica                 | -                            | 1ª classificata nel gruppo 6 della fase finale di qualificazione | 6 (1983, 1985, 1988, 1990, 1991, 1992)                   | Trinidad e Tobago 1992 |
| 5   | Saint Kitts e Nevis       | -                            | 1ª classificata nel gruppo 5 della fase finale di qualificazione | -                                                        | Esordiente             |
| 6   | Saint Lucia               | -                            | 1ª classificata nel gruppo 1 della fase finale di qualificazione | 1 (1991)                                                 | Giamaica 1991          |
| 7   | Saint Vincent e Grenadine | -                            | 2ª classificata nel gruppo 1 della fase finale di qualificazione | 5 (1979, 1981, 1989, 1990, 1992)                         | Trinidad e Tobago 1992 |
| 8   | Sint Maarten              | -                            | 1ª classificata nel gruppo 4 della fase finale di qualificazione | -                                                        | Esordiente             |

Nella sezione "partecipazioni precedenti al torneo", le date in grassetto indicano che la nazione ha vinto quella edizione del torneo, mentre le date in corsivo indicano la nazione ospitante.

## Fase finale

### Fase a gruppi

#### Gruppo A
| 21 maggio 1993 | Giamaica | 4 – 1 | Saint Kitts e Nevis |  |

| 21 maggio 1993 | Porto Rico | 3 – 0 | Sint Maarten |  |

| 23 maggio 1993 | Giamaica | 2 – 0 | Sint Maarten |  |

| 23 maggio 1993 | Saint Kitts e Nevis | 1 – 0 | Porto Rico |  |

| 25 maggio 1993 | Saint Kitts e Nevis | 2 – 2 | Sint Maarten |  |

| 25 maggio 1993 | Giamaica | 1 – 0 | Porto Rico |  |

| Pos | Squadra             | P.ti | G | V | N | P | GF | GS | DR |
| --- | ------------------- | ---- | - | - | - | - | -- | -- | -- |
| 1   | Giamaica            | 6    | 3 | 3 | 0 | 0 | 7  | 1  | +6 |
| 2   | Saint Kitts e Nevis | 3    | 3 | 1 | 1 | 1 | 4  | 6  | -2 |
| 3   | Porto Rico          | 2    | 3 | 1 | 0 | 2 | 3  | 2  | +1 |
| 4   | Sint Maarten        | 1    | 3 | 0 | 1 | 2 | 2  | 7  | -5 |

Giamaica e Saint Kitts e Nevis qualificati alle semifinali.

#### Gruppo B
| 21 maggio 1993 | Martinica | 2 – 0 | Saint Lucia |  |

| 21 maggio 1993 | Trinidad e Tobago | 4 – 1 | Saint Vincent e Grenadine |  |

| 23 maggio 1993 | Martinica | 3 – 0 | Saint Vincent e Grenadine |  |

| 23 maggio 1993 | Trinidad e Tobago | 1 – 1 | Saint Lucia |  |

| 25 maggio 1993 | Saint Vincent e Grenadine | 4 – 1 | Saint Lucia |  |

| 25 maggio 1993 | Martinica | 3 – 2 | Trinidad e Tobago |  |

| Pos | Squadra                   | P.ti | G | V | N | P | GF | GS | DR |
| --- | ------------------------- | ---- | - | - | - | - | -- | -- | -- |
| 1   | Martinica                 | 6    | 3 | 3 | 0 | 0 | 8  | 2  | +6 |
| 2   | Trinidad e Tobago         | 3    | 3 | 1 | 1 | 1 | 7  | 5  | +2 |
| 3   | Saint Vincent e Grenadine | 2    | 3 | 1 | 0 | 2 | 5  | 8  | -3 |
| 4   | Saint Lucia               | 1    | 3 | 0 | 1 | 2 | 2  | 7  | -5 |

Martinica e Trinidad e Tobago qualificati alle semifinali.

### Fase a eliminazione diretta

#### Tabellone
|  | Semifinali          | Semifinali          | Semifinali |          |           | Finale              | Finale              | Finale          |  |
|  |                     |                     |            |          |           |                     |                     |                 |  |
|  | Giamaica            | Giamaica            | 3          |          |           |                     |                     |                 |  |
|  | Giamaica            | Giamaica            | 3          |          |           |                     |                     |                 |  |
|  | Trinidad e Tobago   | Trinidad e Tobago   | 0          |          |           |                     |                     |                 |  |
|  | Trinidad e Tobago   | Trinidad e Tobago   | 0          |          | Martinica | Martinica           | 0 (6)               |                 |  |
|  |                     |                     |            |          | Martinica | Martinica           | 0 (6)               |                 |  |
|  |                     |                     | Giamaica   | Giamaica | 0 (5)     |                     |                     |                 |  |
|  | Martinica           | Martinica           | Giamaica   | Giamaica | 0 (5)     | 1 (4)               |                     |                 |  |
|  | Martinica           | Martinica           |            |          |           | 1 (4)               |                     |                 |  |
|  | Saint Kitts e Nevis | Saint Kitts e Nevis | 1 (3)      |          |           | Finale 3º posto     | Finale 3º posto     | Finale 3º posto |  |
|  | Saint Kitts e Nevis | Saint Kitts e Nevis | 1 (3)      |          |           |                     |                     |                 |  |
|  |                     |                     |            |          |           |                     |                     |                 |  |
|  |                     |                     |            |          |           | Trinidad e Tobago   | Trinidad e Tobago   | 3               |  |
|  |                     |                     |            |          |           | Trinidad e Tobago   | Trinidad e Tobago   | 3               |  |
|  |                     |                     |            |          |           | Saint Kitts e Nevis | Saint Kitts e Nevis | 2               |  |

#### Semifinali
| Kingston 28 maggio 1993 | Giamaica | 3 – 0 | Trinidad e Tobago | Independence Park |

| Kingston 28 maggio 1993                      | Martinica            | 1 – 1 (d.t.s.) | Saint Kitts e Nevis | Independence Park |
| \| \| \| \| \| \| Tiri di rigore 4 – 3 \| \| |                      |                |                     |                   |
|                                              |                      |                |                     |                   |
|                                              | Tiri di rigore 4 – 3 |                |                     |                   |

#### Finale 3º posto
| Kingston 30 maggio 1993 | Trinidad e Tobago | 3 – 2 | Saint Kitts e Nevis | Independence Park |

#### Finale
| Kingston 30 maggio 1993                      | Martinica            | 0 – 0 (d.t.s.) | Giamaica | Independence Park |
| \| \| \| \| \| \| Tiri di rigore 6 – 5 \| \| |                      |                |          |                   |
|                                              |                      |                |          |                   |
|                                              | Tiri di rigore 6 – 5 |                |          |                   |

Martinica e Giamaica si qualificano per la CONCACAF Gold Cup 1993.